# Стил, Ричард
Сэр Ричард Стил (англ. Sir Richard Steele; 1671, Дублин — 1 сентября 1729, Кармартен) — ирландский писатель, журналист, политик. Один из родоначальников просветительской литературы в Англии.
Ещё в школьные годы познакомился с Дж. Аддисоном, с которым его впоследствии связывала глубокая дружба и теснейшее литературное сотрудничество. Создал ряд поэтических и драматических произведений, но его слава и литературное значение зиждутся на необычайно плодовитой — и плодотворной — журнальной деятельности. Наибольший успех из изданий Стила имел «Зритель» (The Spectator, первый номер — 1 марта 1711, последний — 6 декабря 1712, всего вышло 555 номеров, печатавшихся ежедневно). Стил является создателем газетного эссе (англ. essay), из которого впоследствии выросли передовая и фельетон. Политические «эссе» Стила служили пропаганде и защите взглядов партии вигов.
Из эссе, созданных Стилом и Аддисоном, большое литературное значение имели так называемые портреты и характеристики. Непосредственное влияние на их творчество оказал Лабрюйер с его «Характерами и нравами нашего века». Таким портретом почти всегда была вымышленная фигура издателя той или иной газеты. Следуя примеру «Биккерстафа» Свифта, Стил и Аддисон создавали для каждой своей газеты образ вымышленного её издателя, наделённого биографией и характеристикой, сказывавшимися на программе газеты в целом и на стиле отдельных эссе в частности.
Помимо этого Стил и Аддисон создали ряд других образов, объединённых в своеобразный клуб. «Действующие лица» газетных эссе связаны между собой общим планом рассказа и интересуют читателя не только своими характерами, но и своими судьбами, о которых повествуется в отдельных номерах, по мере выхода газеты. Из образов, созданных Стилом и Аддисоном, классической стала фигура несколько старомодного, чудаковатого сельского дворянина, сэра Роджера де Коверли (Sir Roger de Coverley). Наряду с этими портретами (Сэр Эндрю Фрипорт, Капитан Сэнтри, Вил Хаником, студент и священник — в «Зрителе», Нестор Железнобокий и семейство леди Лизард — в «Опекуне» и др.)
Эссе Стила и Аддисона замечательны ещё тем, что в них содержится множество реалистических описаний культурной и бытовой жизни эпохи. Всем этим Стил и Аддисон прокладывали дорогу реалистическому семейно-бытовому и нравоучительному роману XVIII в. (Свифту, Филдингу, Ричардсону и др.).